# Ярославас Якшто
Ярославас Якшто (лит. Jaroslavas Jakšto; 19 вересня 1982, Вільнюс) — литовський боксер, призер чемпіонату Європи серед аматорів.

## Аматорська кар'єра
- На чемпіонаті світу 2001 в категорії до 91 кг Ярославас Якшто програв в другому бою Кубрату Пулеву (Болгарія).
- На чемпіонаті Європи 2002 програв в другому бою В'ячеславу Узелкову (Україна).
- На чемпіонаті світу 2003 в категорії понад 91 кг програв у другому бою Себастьяну Кеберу (Німеччина).
- На кваліфікаційному чемпіонаті Європи 2004 зайняв третє місце і крім бронзової нагороди отримав путівку на Олімпійські ігри 2004.
  - У 1/8 фіналу переміг Туфіка Басісі (Ізраїль) — 43-20
  - У чвертьфіналі переміг Есміра Кукіча (Боснія і Герцоговина) — 44-25
  - У півфіналі програв Олександру Повєткіну (Росія) — RSCO 3
- На Олімпіаді переміг у першому бою Віктора Бісбаль (Пуерто-Рико) — 26-17, а у другому програв Мухаммеду Алі (Єгипет) — 11-19.
- На чемпіонаті світу 2005 програв у першому бою В'ячеславу Глазкову (Україна).
- На чемпіонаті світу 2007 переміг Себастьяна Кебера (Німеччина) і Магомеда Абдусаламова (Білорусь), а у чвертьфіналі програв В'ячеславу Глазкову.
- 2008 року на європейському кваліфікаційному олімпійському турнірі AIBA завоював путівку на Олімпійські ігри 2008. На Олімпіаді переміг в першому бою Онореде Охварьеме (Нігерія) — 11-1, а у другому програв Девіду Прайсу (Велика Британія), відмовившись від продовження бою після першого раунду через травму.